# Ciel
Ciel este o comună în departamentul Saône-et-Loire, Franța. În 2009 avea o populație de 726 de locuitori.

## Evoluția populației
| An        | 1975 | 1982 | 1990 | 1999 | 2006 | 2009 |
| --------- | ---- | ---- | ---- | ---- | ---- | ---- |
| Populație | 504  | 557  | 581  | 600  | 662  | 726  |